# Уэлч, Сьюзи
Сьюзи Уэлч (англ. Suzy Welch) — бывший главный редактор Harvard Business Review, а также популярный автор, телевизионный комментатор и журналист. Её последняя книга 10-10-10: A Life Transforming Idea повествует о стратегии достижения успеха на работе и в процессе воспитания, любви и дружбы. Книга получила широкую огласку в крупных СМИ, включая The Today Show и Time Magazine, а также была признана бестселлером по версии The New York Times и в настоящее время[когда?] опубликована в 29 странах мира.
Сьюзи также является соавтором вместе с мужем Джеком Уэлчем международного бестселлера «Победа».

## Краткая биография
Сьюзи родом из Портленда, получила степень бакалавра гуманитарных наук в Гарвардском университете в 1981 году и затем примкнула к The Miami Herald в качестве репортёра. Она оставила новостную журналистику, чтобы поступить в Гарвардскую школу бизнеса, где получила в 1988 году высшую ученую степень (Baker Scholar). Сьюзи пришла на работу в журнал Harvard Business Review в 1995 году и в 2001 году была назначена главным редактором.
Во время своего пребывания в HBR она написала множество статей по лидерству, изменениям и организационному поведению, также была соавтором в работе над несколькими книгами по менеджменту.
Сьюзи — мать четверых детей, живёт в Нью-Йорке. Она является членом нескольких некоммерческих организаций в области образования и беспризорных.

## Книги
- 10-10-10: A Life Transforming Idea.
- Jack Welch and Suzy Welch — Winning.
- Jack and Suzy Welch — Winning: The Answers (Confronting 74 of the Toughest Questions in Business Today).